# Средњошколски центар „Никола Тесла” Шамац
Средњошколски центар „Никола Тесла” је јавна средњошколска установа у општини Шамац. Налази се у улици Цара Лазара 6, у Шамцу. Назив је добила по Николи Тесли, српском и америчком проналазачу, инжењеру електротехнике и машинству и футуристи, најпознатијем по свом доприносу у пројектовању модерног система напајања наизменичном струјом.

## Историјат
Основан је 1959. године као истурено одељење економске школе из Брчког, бројао је двадесет ученика. При машинско–техничкој школи су основани смерови за радничка занимања, трогодишње школе које су 1970. године спојене у школски центар. За време рата је радио под називом Средња школа „Никола Тесла” у објекту са шест учионица. Спрат и учионице су дограђене 1980. године, а радионица је била у приземљу. Бројао је око 2000 ученика 1980—81. када је зграда дограђивана и радило се у три смене.
Данас броје 407 ученика распоређених по образовним профилима Општа гимназија са рачунарско–информативним смером, Економија са смером царински техничар, Здравство са смеровима фармацеутски и физиотерапеутски техничар и Машинство и обрада метала са смером бравар–заваривач. Поред редовне наставе ученици похађају новинарску, предузетничку, информатичку и хемијску секцију.